# German Masters 2014

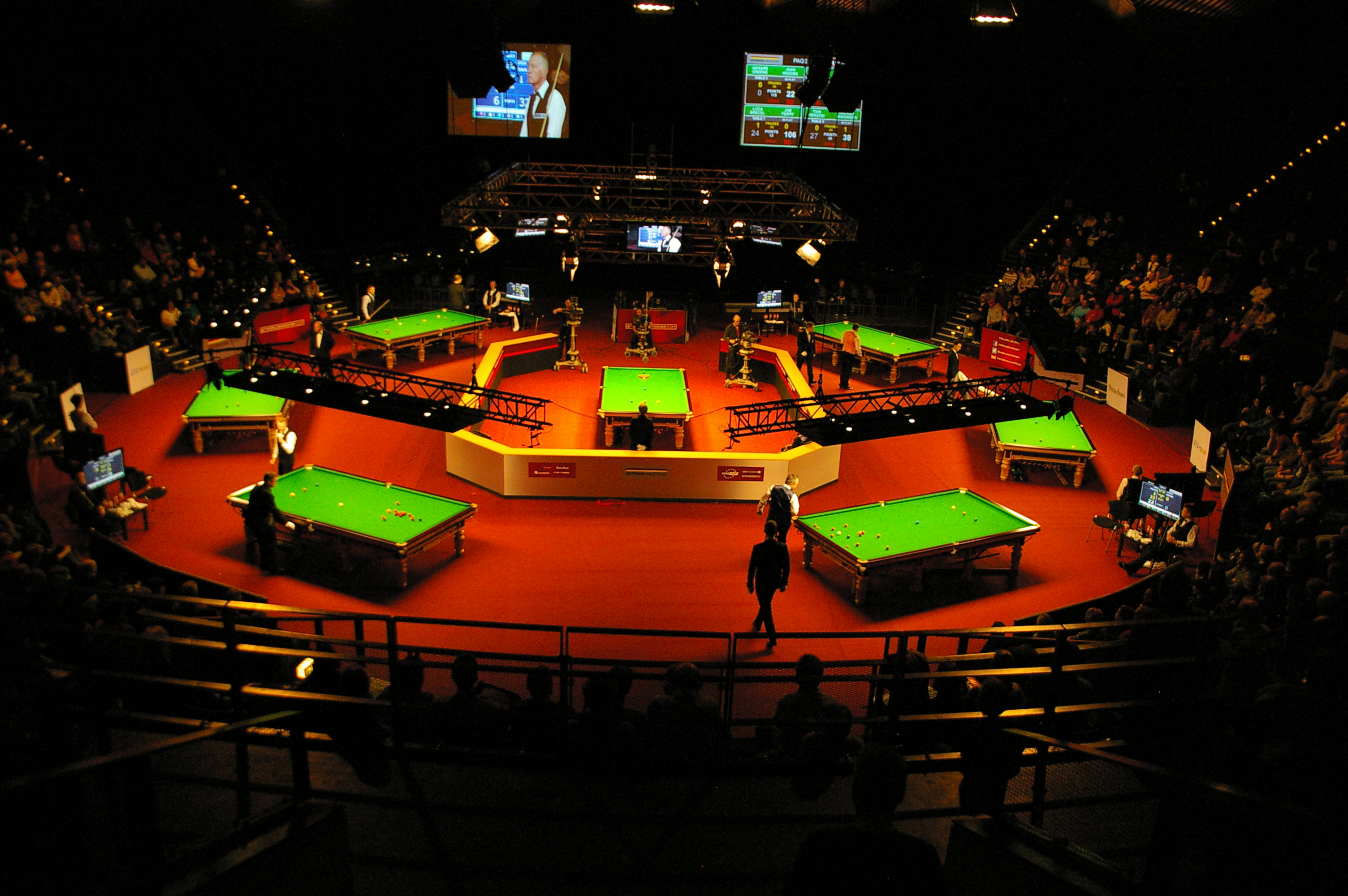
Темподром. На фото изображены 7 снукерных столов. Снято во время третьей сессии первого дня турнира.

German Masters 2014 — профессиональный рейтинговый снукерный турнир, который проходил с 29 января по 2 февраля 2014 года на Темподроме, в Берлине, в Германии. Этот турнир — седьмой рейтинговый в сезоне 2013/2014. 
Во время предварительных соревнований было зафиксировано 2 максимальных брейка. Отборочный этап проходил в Барнсли, в Англии.  Дечават Пумчжаенг сделал максимальный брейк впервые в своей карьере, его соперником был Зак Шурети. Эта серия стала 101-й, которую зафиксировали официально. Через день Гэри Уилсон сделал 102-й официальный максимальный брейк в матче против Рики Уолдена. Эта серия стала первой в карьере Уилсона. Серия Уилсона стала пятой в сезоне.
Али Картер, чемпион прошлогоднего турнира, проиграл 4-5 Дечавату Пумчжаенгу в 1/32 финала.
Победителем турнира стал Дин Цзюньхуэй, он обыграл Джадда Трампа в финале со счётом 9–5. Этот турнир стал десятым рейтинговым турниром, который выиграл Дин. Также этот турнир стал четвёртым выигранным в сезоне, таким образом, Дин повторил достижение Стивена Хендри (который смог выиграть 4 турнира в сезоне 1990/1991). 

## Призовой фонд
Общий призовой фонд турнира был увеличен, он составил 337 100 евро (в прошлом году он был равен 300 000 евро). Призовые турнира показаны ниже: 
| - Победитель: €80,000 - Финалист: €35,000 - Полуфиналист: €20,000 - Четвертьфиналист: €10,000 - Участник 1/8 финала: €5,000 - Участник 1/16 финала: €3,000 - Участник 1/32 финала: €1,500 | - Наивысшая серия, не показанная по телевидению: €0 - Наивысшая серия, показанная по телевидению: €4,000 - Максимальный брейк, не показанный по телевидению: €2,976 - Всего: €337,976 |

## Финал
| Финал: до 9 побед. Судья: Ян Верхас . Темподром, Берлин, Германия, 2 февраля 2014 года.                                                                               |                    |                      |
| Дин Цзюньхуэй · Китай | 9 –5               | Джадд Трамп · Англия |
| Дневная сессия: 0-80 (80), 87-0 (87), 14-65, 31-69, 92-0 (76), 48-76, 71-42 (51), 81-0 (81) Вечерняя сессия: 125-0 (125), 101-0 (101), 83-0 (72), 62-48, 31-83, 67-46 |                    |                      |
| 125 | Наивысшая серия    | 80                   |
| 2 | Сотенные серии     | 0                    |
| 7 | Полусотенные серии | 1                    |

## Квалификация
Матчи квалификации игрались 11 и 12 декабря 2013 года в Барнсли, в Англии. Матчи игрались до 5 побед.